# Amore tossico
Amore tossico es una película dramática italiana de 1983 dirigida por Claudio Caligari. La cinta es un retrato duro y realista de la adicción a la heroína que afectó a miles de jóvenes europeos en la década de 1980. El reparto está formado íntegramente por actores amateurs, de los que la mayoría eran o habían sido drogodependientes. 

## Estreno
La película se estrenó en el Festival Internacional de Cine de Venecia de 1983, donde ganó el premio De Sica.  También se proyectó en el Festival Internacional de Cine de San Sebastián 1983, donde Michela Mioni fue galardonada como mejor actriz. 

## Argumento
Cesare, Enzo y Ciopper son tres heroinómanos cuya única misión en la vida es encontrar una dosis de heroína. La novia de Cesare, Michela, a veces le compra la droga a Teresa, una prostituta de Ostia. Ciopper y Enzo le compran a un camello profesional, apodado Dartagnan. Al día siguiente, Michela, Cesare, Ciopper y Enzo toman el tren hacia Roma. Aquí conocen a un grupo de amigos, entre ellos están Donna, una travesti, su novio Débora, y Massimo, un compañero heroinómano que acaba de salir de la cárcel. Massimo habla con Cesare de dar un "golpe" en una pequeña tienda y tras ver que no había mucho dinero deja que Massimo se lo lleve todo. Por su parte, Enzo conoce a Mario, un camello que busca a una chica joven adicta llamada Loredana. Al día siguiente el grupo gira una visita a Patrizia, una artista local. Durante la noche, Cesare y Michela se separan del grupo y regresan a Ostia. Necesitados de dar un paso decisivo para acabar con las drogas, la pareja cae en un consumo suicida. Cesare ha de llevar a Michela al hospital en estado grave, mientras él, consumido por la culpa, regresa a la playa. 

## Reparto
- Cesare Ferretti : Cesare
- Michela Mioni : Michela
- Enzo Di Benedetto : Enzo
- Roberto Stani : Roberto, conocido como Ciopper
- Loredana Ferrara : Loredana
- Fernando Arcangelio :: Débora
- Gianni Schettino : Donna
- Mario Afeltra : Mariuccio
- Clara Memoria : Teresa
- Patrizia Vicinelli : Patrizia